# Karin Maarse
Karin Maarse is een Nederlands langebaanschaatsster.

## Records

### Persoonlijke records[3]
| Afstand      | Tijd     | Datum         | Baan       |
| ------------ | -------- | ------------- | ---------- |
| 500 meter    | 42,74    | 20 maart 2003 | Calgary    |
| 1000 meter   | 1.22,98  | 15 maart 2003 | Calgary    |
| 1500 meter   | 2.05,33  | 10 maart 2005 | Calgary    |
| 3000 meter   | 4.21,45  | 9 maart 2005  | Calgary    |
| 5000 meter   | 7.34,24  | 10 maart 2005 | Calgary    |
| 10.000 meter | 16.22,22 | 23 maart 2001 | Heerenveen |